# James Bond (jogos eletrônicos)
Diversos jogos eletrônicos baseados na série de filmes e novelas James Bond foram lançados nos últimos vinte anos. A maioria foi baseada em filmes, como GoldenEye 007 e Quantum of Solace. Outros, tinham enredo original, como 007: Nightfire e James Bond 007: Everything or Nothing.

## História
O primeiro jogo oficial de James Bond foi lançado em 1983, foi denominado simplesmente James Bond 007. Contudo, em 1981, a Sega já havia lançado 005, uma clara referência ao agente secreto também conhecido como 007.
A popularidade dos jogos cresceu em 1997 quando a Rare lançou o bem-sucedido GoldenEye 007, jogo de tiro em primeira pessoa para o Nintendo 64 que se baseava no filme homônimo e adicionava um modo multiplayer. O jogo recebeu resenhas muito positivas  e vendeu mais de oito milhões de cópias.
A partir de 1999, a Electronic Arts tinha todos os direitos para desenvolver jogos baseados nos filmes de James Bond.
O próximo jogo, baseado no filme 007 - O Amanhã Nunca Morre (lançado em 1999 para o PlayStation), usava tiro em terceira pessoa. Como o sucesso do jogo foi moderado, o próximo jogo The World Is Not Enough (2000, PS1 e N64) voltou à fórmula de primeira pessoa. O jogo não conseguiu o mesmo sucesso de GoldenEye, embora tenha conseguido resenhas positivas.
Em 2001, o jogo Agent Under Fire foi lançado para Nintendo GameCube, PlayStation 2 e Xbox, contendo um enredo totalmente original, e introduzindo elementos como a possibilidade de dirigir carros. O jogo seguinte, 007: Nightfire, tinha jogabilidade similar, mas dessa vez Bond tinha as feições de Pierce Brosnan. Em 2004, a EA mudou a fórmula lançando o tiro em terceira pessoa James Bond 007: Everything or Nothing, com um roteiro original feito pelo argumentista Bruce Feirstein, e a participação de atores como Willem Dafoe, Shannon Elizabeth, Judi Dench e o próprio Pierce Brosnan. Em 2005 foi lançado James Bond 007: From Russia with Love, uma adaptação do filme homônimo com a mesma fórmula de Everything or Nothing e Sean Connery dublando Bond.
Os direitos da Electronic Arts seriam estendidos até 2010, mas só duraram até 2007. Há evidências de quê a EA Games na verdade não conseguiu desenvolver um jogo baseado em Casino Royale, o quê teria levado a Metro-Goldwyn-Mayer a perder milhões de dólares em permissões, e consequentemente, ao fim do contrato.
Em 2006, a Activision conseguiu direitos não-exclusivos de desenvolver jogos baseados na série James Bond, mas os direitos logo se tornaram exclusivos em 2007. O primeiro jogo da companhia foi Quantum of Solace, baseado no vigésimo segundo filme da franquia e incorporando também missões passadas em Casino Royale. Em 2010, foram lançados dois jogos: GoldenEye 007, um remake para Wii do jogo do Nintendo 64, contando com um roteiro reescrito pelo argumentista original, Bruce Feirstein, e Daniel Craig substituindo Pierce Brosnan como 007; e 007: Blood Stone, um jogo de tiro em terceira pessoa com trama original estrelando Daniel Craig, originalmente anunciado como um jogo de corrida.

## Lista de jogos
| Título                  | Ano  | Desenvolvedor   | Plataformas                                                                   | Ator Inspirado  |
| ----------------------- | ---- | --------------- | ----------------------------------------------------------------------------- | --------------- |
| James Bond 007          | 1983 | Parker Brothers | Atari, ColecoVision & Commodore 64                                            | Roger Moore     |
| A View to a Kill        | 1985 | Mindscape       | DOS, Macintosh & Apple II                                                     | Roger Moore     |
| A View to a Kill        | 1985 | Domark          | ZX Spectrum, Amstrad CPC, Commodore 64, Oric 1, Oric Atmos, & MSX             | Roger Moore     |
| Goldfinger              | 1986 | Mindscape       | Microsoft Windows, Macintosh & Apple II                                       | Nenhum          |
| The Living Daylights    | 1986 | Domark          | Commodore 64, Amiga, Amstrad CPC & BBC Micro                                  | Timothy Dalton  |
| Live and Let Die        | 1988 | Mindscape       | Amiga, Atari ST, Commodore 64 & ZX Spectrum                                   | Roger Moore     |
| 007: Licence to Kill    | 1989 | Domark          | DOS, Amiga, Amstrad CPC, Atari ST, BBC Micro, Commodore 64, MSX & ZX Spectrum | Timothy Dalton  |
| The Spy Who Loved Me    | 1990 | Domark          | Amiga, Atari ST, Amstrad CPC, Commodore 64, DOS, Master System & ZX Spectrum  | Roger Moore     |
| The Stealth Affair      | 1990 | Interplay       | Amiga, Atari ST & MS-DOS                                                      | Nenhum          |
| James Bond Jr.          | 1992 | THQ             | Nes & Super Nintendo                                                          | James Bond Jr.  |
| The Duel                | 1993 | Domark          | Mega Drive & Master System                                                    | Timothy Dalton  |
| GoldenEye               | 1997 | Rare            | Nintendo 64                                                                   | Pierce Brosnan  |
| James Bond 007          | 1997 | Saffire         | Game Boy                                                                      | Nenhum          |
| Tomorrow Never Dies     | 1999 | Electronic Arts | PlayStation                                                                   | Pierce Brosnan  |
| The World Is Not Enough | 2000 | Electronic Arts | Nintendo 64, PlayStation & Game Boy Color                                     | Pierce Brosnan  |
| 007 Racing              | 2000 | Electronic Arts | PlayStation                                                                   | Pierce Brosnan  |
| 007: Agent Under Fire   | 2001 | Electronic Arts | GameCube, PlayStation 2 & Xbox                                                | Andrew Bicknell |
| 007: Nightfire          | 2002 | Electronic Arts | GameCube, PlayStation 2, Xbox, Game Boy Advance & Microsoft Windows           | Pierce Brosnan  |
| Everything or Nothing   | 2004 | Electronic Arts | GameCube, PlayStation 2, Xbox & Game Boy Advance                              | Pierce Brosnan  |
| GoldenEye: Rogue Agent  | 2004 | Electronic Arts | GameCube, PlayStation 2, Xbox & Nintendo DS                                   | Pierce Brosnan  |
| From Russia with Love   | 2005 | Electronic Arts | GameCube, PlayStation 2, Xbox & PSP                                           | Sean Connery    |
| Quantum of Solace       | 2008 | Activision      | Microsoft Windows, PlayStation 2, PlayStation 3, Nintendo DS, Wii & Xbox 360  | Daniel Craig    |
| 007: Blood Stone        | 2010 | Activision      | Microsoft Windows, PlayStation 3, Nintendo DS & Xbox 360                      | Daniel Craig    |
| GoldenEye               | 2010 | Activision      | Wii & Nintendo DS                                                             | Daniel Craig    |
| 007 Legends             | 2012 | Activision      | Microsoft Windows, PlayStation 3, Xbox 360 & Wii U                            | Daniel Craig    |
| World of Espionage      | 2015 | Glu Mobile      | Android & IOS                                                                 | Daniel Craig    |
| 007 First Light         | 2026 | IO Interactive  | Microsoft Windows, Xbox Series X/S, Nintendo Switch 2, PlayStation 5          |                 |